# Єло (село)
Єло (рос. Ело) — село Онгудайського району, Республіка Алтай Росії. Входить до складу Єлінського сільського поселення.
Населення — 812 осіб (2015 рік).